# Alexander Friedrich Karl von Württemberg

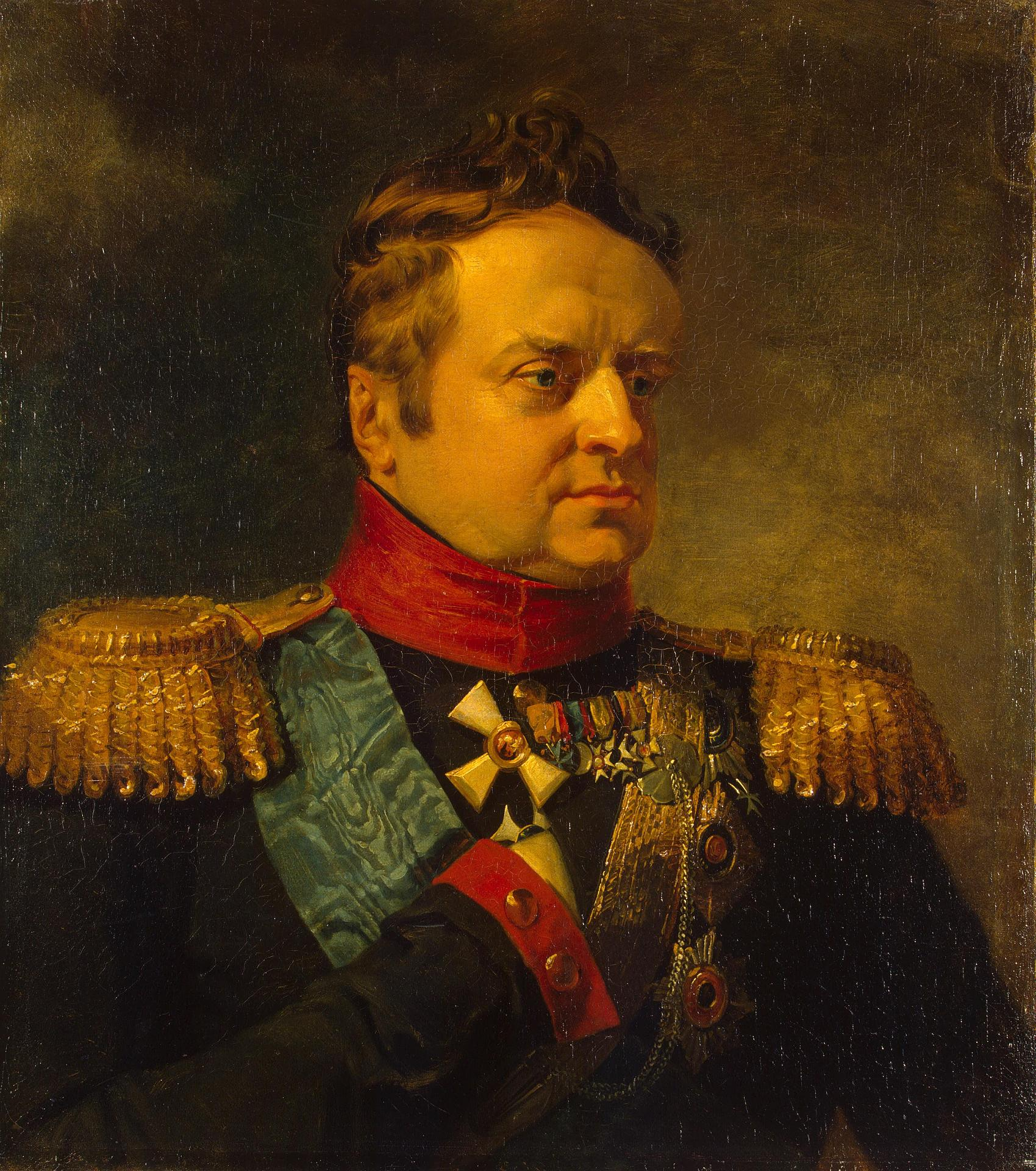
Herzog Alexander Friedrich Karl von Württemberg (Gemälde von George Dawe, 1823/25)

Herzog Alexander Friedrich Karl von Württemberg (* 24. April 1771 in Mömpelgard, Grafschaft Württemberg-Mömpelgard; † 4. Juli 1833 in Gotha) war Bruder von König Friedrich von Württemberg und Zarin Maria Fjodorowna sowie russischer Politiker und General.

## Lebenslauf
Herzog Alexander stand ab 1794 als Oberst in österreichischen Diensten und wurde 1799 auf Empfehlung von Alexander Wassiljewitsch Suworow in die russische Armee aufgenommen. 1811 wurde er Gouverneur von Weißrussland. 1812 kämpfte er als General der russischen Armee gegen Napoléon bei Smolensk und Borodino. 1813 führte er die russische Belagerungsarmee bei Danzig an und zwang die Franzosen zur Kapitulation. Dafür wurde ihm das Georgskreuz 2. Klasse verliehen. Nach dem Krieg war er wieder Gouverneur von Weißrussland. Seit 1822 leitete er das russische Verkehrsministerium. Unter seiner Leitung wurde die Straße zwischen Petersburg und Moskau ausgebaut und Wasserstraßen und -brücken gebaut. Bekannt ist etwa das früher „Herzog-Alexander-von-Württemberg-Kanalsystem“ genannte Wasserstraßensystem, welches die Wolga mit der Nördlichen Dwina verbindet. Auch zwei seiner Söhne, Alexander Friedrich Wilhelm (1804–1881) und Ernst Konstantin (1807–1868), waren Generäle in der russischen Armee.
Herzog Alexander ist im Jahr 1808 in Paris in die Freimaurerloge Phoenix aufgenommen worden und war seit 1810 Mitglied der Loge Les amis réunis in Sankt Petersburg.

## Familie

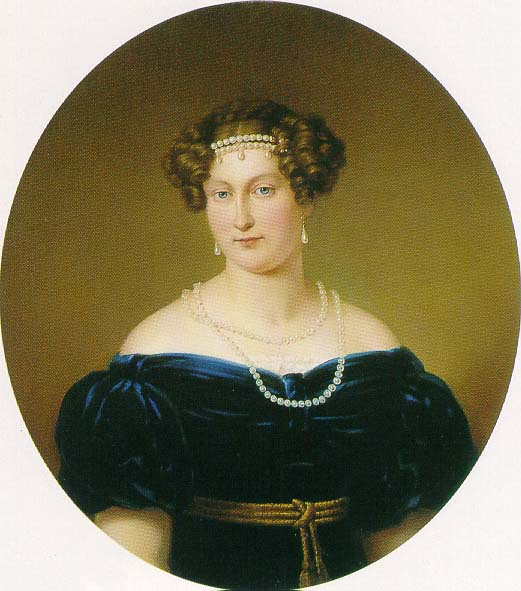
Antoinette von Sachsen-Coburg-Saalfeld

Alexander Friedrich Karl von Württemberg war ein Sohn des späteren Herzogs Friedrich Eugen von Württemberg und dessen erster Ehefrau Friederike Dorothea von Brandenburg-Schwedt. 1798 heiratete er Antoinette von Sachsen-Coburg-Saalfeld (1779–1824), die zweite Tochter von Herzog Franz von Sachsen-Coburg-Saalfeld. Aus der Ehe gingen folgende Kinder hervor:
- Antoinette Friederike Auguste Marie Anna (1799–1860)

⚭ 1832 Herzog Ernst I. von Sachsen-Coburg und Gotha (1784–1844)
- Paul (1800–1802)
- Alexander Friedrich Wilhelm (1804–1881), russischer General

⚭ 1837 Prinzessin Marie Christine von Orléans (1813–1839)
- Ernst Alexander Konstantin (1807–1868), russischer General

⚭ 1860 Natalie Eschborn, ab 1860 „von Grünhof“ (1836–1905)
- Friedrich (1810–1815)

Herzog Alexander starb am 4. Juli 1833 in der Gothaer Residenz seines Schwiegersohnes Ernst I. von Sachsen-Coburg und Gotha und wurde in der Fürstengruft von Schloss Friedenstein beigesetzt. Da der Sohn Wilhelms II., des letzten Königs von Württemberg, 1880 im Alter von fünf Monaten starb und weitere männliche Nachkommen älterer Linien des Hauses Württemberg auf Grund unstandesgemäßer Heiraten nicht erbberechtigt waren, war der Urenkel Alexanders, Herzog Albrecht von Württemberg, als Thronfolger Wilhelms vorgesehen. Die Chefs des Hauses Württemberg stammen seither aus der so genannten „herzoglichen Linie“, die von Herzog Alexander begründet wurde und seit seinem Enkel Philipp von Württemberg katholisch war.

## Württembergischer Standesherr
Als Prinz des königlichen Hauses besaß Herzog Alexander von 1820 bis zu seinem Tode ein Mandat in der württembergischen Kammer der Standesherren, nahm jedoch nie an einer von deren Sitzungen teil.

## Ehrungen und Auszeichnungen
Herzog Alexander war Träger folgender Auszeichnungen:
- Großkreuz des Ordens der Württembergischen Krone
- Kommenturkreuz des Königlichen Militär-Verdienstordens
- Ritterkreuz des Kaiserlich Russischen St. Andreas-Ordens
- Ritterkreuz des Russischen St. Alexander-Newski-Ordens
- Ritterkreuz des Russischen St. Wladimir-Ordens
- Ritterkreuz des Russischen St. Georgen-Ordens
- Ritterkreuz des Russischen Ordens der Heiligen Anna
- Schwarzer Adlerorden
- Roter Adlerorden 2. Klasse
- Großkreuz des Malteser-Ordens
- Ehrenmitglied der Russischen Akademie der Wissenschaften (1810)[3]